# Andrés Aguiar
Andrés Aguiar, también conocido conocido por los italianos como Andrea Aguyar y también apodado Andrea il Moro, (?, Montevideo - 30 de junio de 1849, Roma) fue un soldado uruguayo ex esclavo negro que se convirtió en compañero de armas y seguidor del aventurero italiano Giuseppe Garibaldi, tanto en Sudamérica como en Italia, y que murió en defensa de la República romana en 1849.

Nacido en una familia de esclavos, conoció durante la Guerra Grande al revolucionario de Niza, activo en Sudamérica durante el conflicto. Motivado por los ideales republicanos, se alistó junto a Garibaldi y los Camisas Rojas y luego lo acompañó en su regreso a Italia peleando en la primera guerra de Independencia italiana. Apareció en numerosas ocasiones en ilustraciones italianas e internacionales junto a Garibaldi. Participó en la República Romana y murió durante la defensa de Roma contra las fuerzas francesas con el grado de teniente.

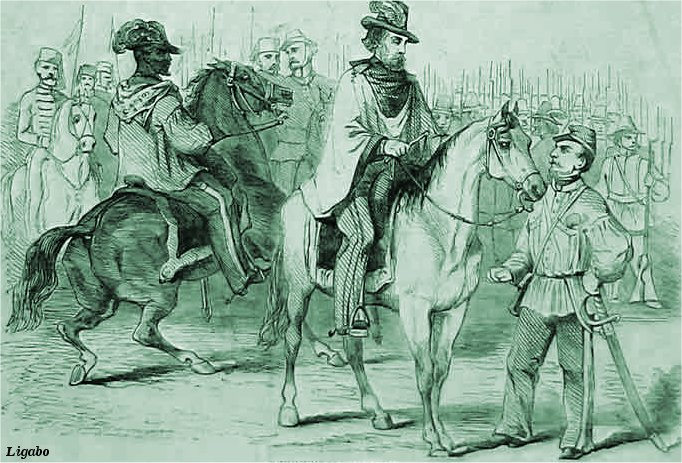
Andrés Aguiar cabalgando detrás de Garibaldi, ilustración de George H. Thomas publicada en "The Illustrated London News", el 21 de julio de 1849.

Una escalera del barrio Gianicolense de la capital italiana lleva su nombre. En 2021, coincidiendo con la conmemoración del General Dumas y su vínculo con Italia, la ciudad de Roma decidió instalar su busto entre los patriotas italianos y extranjeros que participaron en la unificación italiana en el Janículo.

## En Uruguay
Aguiar, nacido en Montevideo e hijo de esclavos, permaneció como criado bajo la tutela de la familia del General Félix Eduardo Aguiar, del ejército del Gobierno de la Defensa de Montevideo, razón por la cual incorporó su apellido. Según consigna el historiador Fernández Saldaña, Aguiar fue domador de oficio, y se lo describió como un virtuoso jinete. No sabemos exactamente cómo alcanzó su libertad. Quizás logró la manumisión a partir de la ley 242 del 12 de diciembre de 1842, promulgada por el gobierno de Montevideo durante la Guerra Grande. O bien, de acuerdo a su edad estimada según las descripciones e imágenes que de él se conservan, pudo haber nacido libre según la legislación emanada de la Asamblea de Representantes de la Provincia, ratificada por la Asamblea Constituyente, o haber permanecido bajo tutela como “menor de color”.
Ambos bandos del conflicto proclamaron la emancipación de los esclavos con el fin de movilizar a los libertos para reforzar sus respectivas fuerzas militares. Durante el sitio de Montevideo, los esclavos recién liberados, que formaban un contingente de 5.000 hombres, y la comunidad de exiliados y expatriados extranjeros, fueron los principales responsables de la defensa de la ciudad y del gobierno de la Defensa.
Entre estos últimos se encontraba Giuseppe Garibaldi, entonces un joven exiliado italiano que empezaba a hacerse un nombre como líder revolucionario y guerrillero audaz, encabezaba la "Legión Italiana". Andrés Aguiar se unió a la legión garibaldina junto con otros orientales, entre ellos varios afrodescendientes, como “el moro Costa” y “el negro de Marques” de quienes se desconoce mayor información. Garibaldi lo caracterizó en sus memorias diciendo que “pertenecía al grupo de hombres que la naturaleza forma para ser queridos.” Y describió su personalidad: “Tranquilo, bueno, valeroso, frío en el peligro, se captaba en seguida la simpatía de todos”.
En sus memorias, Garibaldi elogió mucho a estos esclavos liberados: "Verdaderos hijos de la libertad. Sus lanzas, más largas de lo normal, sus rostros negros oscuros [nerissimi], sus miembros robustos acostumbrados a un trabajo permanente y exigente, su perfecta disciplina". Sin embargo, la mayoría de estos esclavos liberados no siguieron a Garibaldi cuando regresó a Europa en 1848, lo que sí hizo Aguiar.
En el Río de la Plata, Andrés Aguiar participó en las principales batallas de la Legión Italiana, incluida la de San Antonio (en la margen del arroyo San Antonio y cercano a la villa del Salto), donde las tropas de Garibaldi alcanzaron su victoria sobre el ejército oribista y rosista, comandado por Servando Gómez.
Aguiar también se hizo cargo de Guerrillo, el perro de tres patas de Garibaldi que fue salvado y adoptado tras ser alcanzado por una bala perdida en la Batalla de San Antonio, y que Garibaldi finalmente se llevó consigo de Uruguay a Italia. Se mencionó que Guerrillo "siempre corría bajo el caballo de Garibaldi o bajo el de Aguiar (se desconoce el destino final del perro).

## En Roma
Aguiar siguió a Garibaldi en su regreso a Italia en 1848, y probablemente estuvo a su lado durante las primeras fases de la primera guerra de Independencia italiana en Piamonte y Lombardía, y en las victorias de Garibaldi en Luino y Morazzone . Sin embargo, Aguiar apareció ante la opinión pública principalmente durante los meses de tenaz resistencia de la República Romana, donde se desempeñó como teniente del Estado Mayor de la República.

La lucha de la asediada República Romana se libró tanto en la prensa internacional como en el campo de batalla. Numerosos periodistas estaban presentes en Roma e informaban a sus países de los acontecimientos. En sus informes, a Aguiar se le prestaba especial atención como el único hombre negro "exótico" entre los europeos.

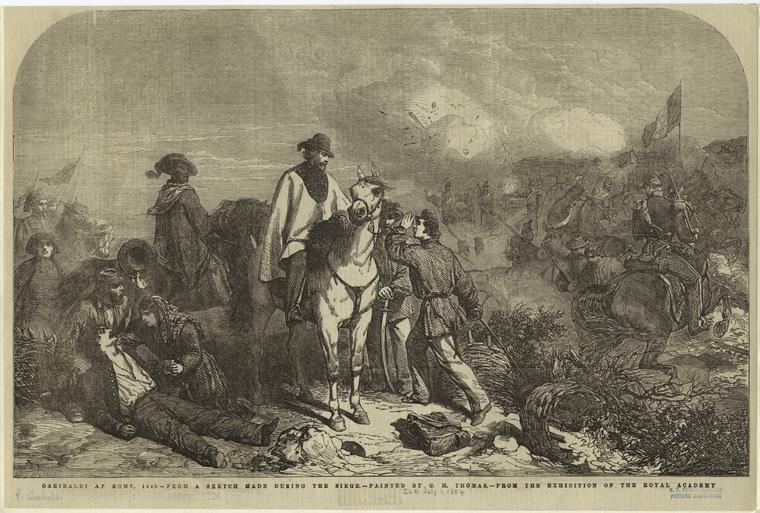
Garibaldi y Aguiar en el campo de batalla. Grabado de 1854 de William Luson Thomas basado en un boceto realizado por George Housman Thomas durante el asedio de 1849.

"The Illustrated London News" envió especialmente un reportero y un ilustrador para cubrir la lucha en Roma, publicando el 21 de julio de 1849 un dibujo de Aguiar montando a caballo detrás de Garibaldi, con el título "Garibaldi y su sirviente negro". El informe adjunto se refiere a Aguiar como "un buen tipo, vestido con un abrigo rojo suelto y un vistoso pañuelo de seda atado holgadamente sobre los hombros". 
En las memorias de los voluntarios internacionales que se unieron a Garibaldi se menciona a Aguiar como: "un moro de enormes proporciones que había seguido a [Garibaldi] desde América, con un manto negro y una lanza adornada con un banderín rojo", fue la descripción del voluntario suizo garibaldiano Gustav von Hoffstetter.
El pintor holandés Jan Koelman, también voluntario de Garibaldi, escribió sobre "Un Hércules de color ébano, un esclavo liberado que siguió a Garibaldi desde Brasil (sic) y que asombró a todos en la batalla lanzando un lazo sobre los soldados enemigos y arrancándolos de sus caballos". También usaba el lazo para recolectar caballos sin jinete que corrían después de una batalla.
Aguiar también apareció en la prensa contraria, siendo representado con caricaturas hostiles publicadas por un periódico romano conservador, que describía a Garibaldi como "un bandido traicionero de pelo largo, seguido por un hombre negro grande" 
Aunque analfabeto, Aguiar era considerado muy hábil y competente, especialmente un consumado jinete. Se decía que había salvado la vida de Garibaldi varias veces, poniendo en riesgo la suya propia. En un episodio específico, durante la batalla con los soldados del Reino Borbón de las Dos Sicilias en Velletri, Aguiar salvó a Garibaldi cuando el comandante fue derribado de su caballo y estaba en peligro concreto de ser capturado.
Otra muestra de su relación con Garibaldi, es como una vez fuera del campo de batalla ofreció su silla de montar como almohada para que Garibaldi durmiera durante los descansos de la marcha e improvisó un toldo para protegerlo del sol.
Otros garibaldinos, como Vecchi y Gustav von Hoffstetter señalaron la impresión que despertaba Aguiar en el campo de batalla: “Era popular entre aquellos supersticiosos soldados napolitanos que aquel negro de lanza y facón, todo vestido de rojo, que imponía por su aspecto cargando sin temor como si fuera invulnerable, era la propia encarnación del demonio.”

## Muerte
Cuando el informe y el dibujo antes mencionados aparecieron en The Illustrated London News del 21 de julio de 1849, la República Romana ya había caído y Aguiar (mencionado en el artículo como "ahora muerto") había caído en su última batalla.
El 30 de junio de 1849, las tropas sitiadoras francesas, al servicio de los borbones, comandadas por el general Oudinot y aliadas del Papa, irrumpieron en Roma. En este ataque Aguiar resultó mortalmente herido al ser alcanzado por un proyectil cerca de la iglesia de Santa María en Trastevere..Según se informa, mientras sangraba logró gritar: "¡Vivan las Repúblicas de América y Roma!". Fue llevado a la iglesia de Santa Maria della Scala en el mismo barrio, y a pesar de los esfuerzos del doctor Agostino Bertani, llamado el “médico de los héroes" garibaldinos, Aguiar falleció ese mismo día en aquel lugar.
Su nombre se asocia a menudo con el de Luciano Manara, también asesinado el mismo día. Además, La página web conmemorativa italiana "Andrea Aguyar, il Moro di Garibaldi "  deplora que no se encuentre ningún busto de Andrea Aguyar entre los de los héroes garibaldianos caídos colocados en la colina del Janículo . Sin embargo, el nombre "Andrea il Moro" se le dio a un tramo de escaleras (scalea) en la región entre las partes de Trastevere y Monteverde de Roma, no lejos de donde fue asesinado.
La muerte de Aguiar fue una experiencia difícil para Garibaldi. Según Rafael Tosi, otro compañero del líder de los Camisas Rojas, fue la única vez que vio llorar a Garibaldi: "Con Garibaldi, la alegría y el dolor, cuando no se debían a un aullido de ira, no se manifestaban con signos externos. Sólo una vez vi sus ojos húmedos: estaba de pie ante el cadáver de Andrés Aguiar, su negro más leal y gigantesco, que había venido con él desde América y había caído en 1849 en la épica defensa de Roma". Garibaldi escribió en su diario sobre la muerte de Aguiar: "Ayer fue un día fecundo en hechos de armas: pérdidas y ventajas. Ayer Italia contó nuevos mártires... América dio también con la sangre de su valiente hijo Andrés Aguiar, prueba del amor de libertad de todas las regiones a nuestra Italia más bella y más desgraciada".

## Legado y honores
Tras la unificación de Italia, sus huesos, al igual que los de los protagonistas de las guerras de la independencia italiana, fueron trasladados al Mausoleo del Janículo. En este lugar, coronado por una estatua ecuestre de Garibaldi, descansa el compositor Goffredo Mameli, autor del himno nacional italiano. Alrededor del lugar, entre los monumentos dedicados a la memoria de la toma de Roma y a la unificación de Italia, hay una serie de bustos de personalidades que dieron su vida por la unificación italiana. Sin embargo, no hay ningún busto de Andrés Aguiar en el lugar.
En 1935, una calle entre Via Aurelio Saffi y Via Fratelli Bandiera recibió el nombre de Aguiar. En 1965, la calle "Andrea il moro" se convirtió en la escalera Andrea il moro. Finalmente, en 2014, el Ayuntamiento de Roma cambió la placa de la escalera para explicar la historia de Aguiar, y en ella se leía: "Andrés Aguiar, lugarteniente de la República romana (1810-1849) ".
El 21 de septiembre de 2013 fue objeto de una exposición en el Museo Histórico Nacional de Uruguay. Para conmemorar la ocasión, se emitió un sello postal con su imagen para promover la población afrodescendiente en Uruguay.
En 2021, con ocasión de una conmemoración del General Thomas-Alexandre Dumas, la Alcaldesa del Ayuntamiento de Roma, Sra. Sabrina Alfonsi, invitó a su homólogo del XVII distrito de París a celebrar la instalación de estatuas de los dos hombres en sus respectivas ciudades. También asistieron a la ceremonia el embajador de Francia en Italia, Christian Masset, y el embajador de Uruguay en Italia, Gustavo Aníbal Álvarez Goyoaga. El protagonismo de Aguiar contribuyó a demostrar el carácter internacional de la reunificación y la participación de soldados de muchas nacionalidades. También fue el movimiento Black Lives Matter alienta la erección de un busto del compañero de Garibaldi.